# Rákóczi út

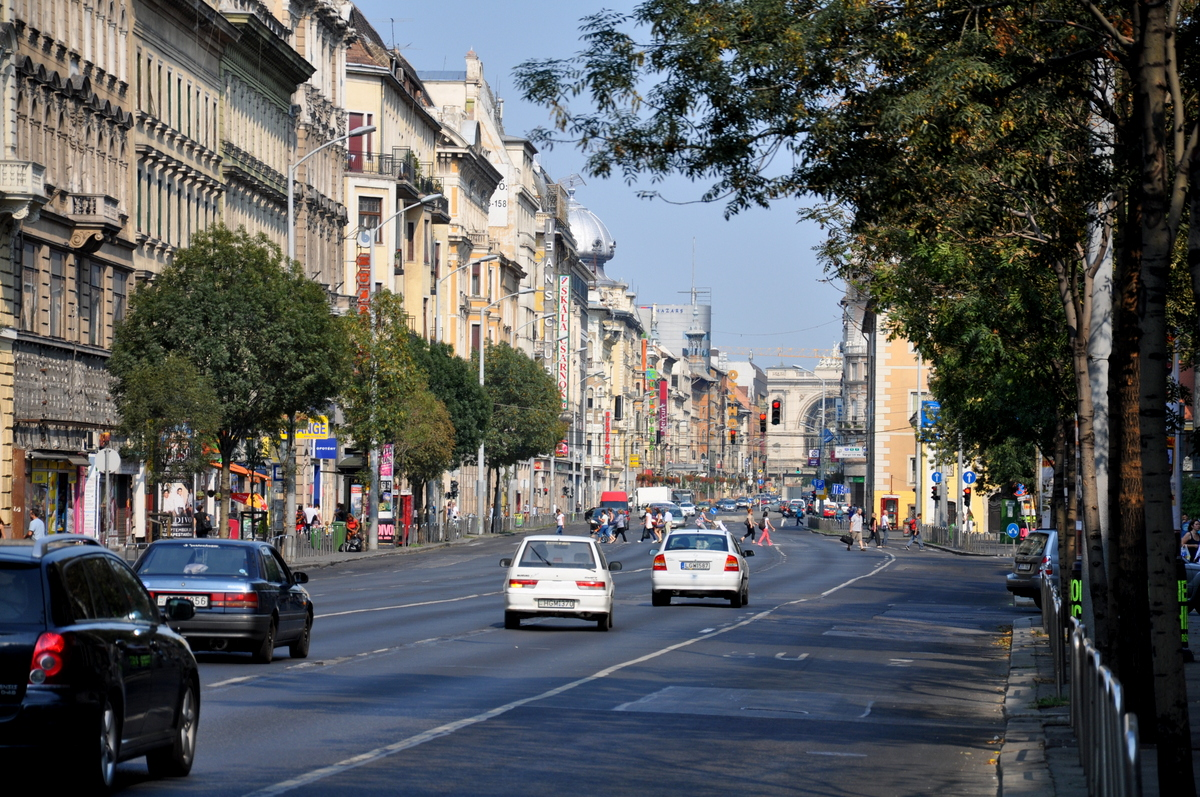
A Rákóczi út az Uránia mozitól a Keleti pályaudvar felé (háttérben, az út „közepén”) tekintve

A Rákóczi út Budapest egyik sugárútja. A Kiskörúttól a Keleti pályaudvarig  húzódik nyugat–keleti irányban két kerület (a VII. és VIII. kerület) határát alkotva. 1906-ig a Kerepesi út része volt, ekkor nevezték át II. Rákóczi Ferenc hamvainak hazahozatala emlékére.

## Története

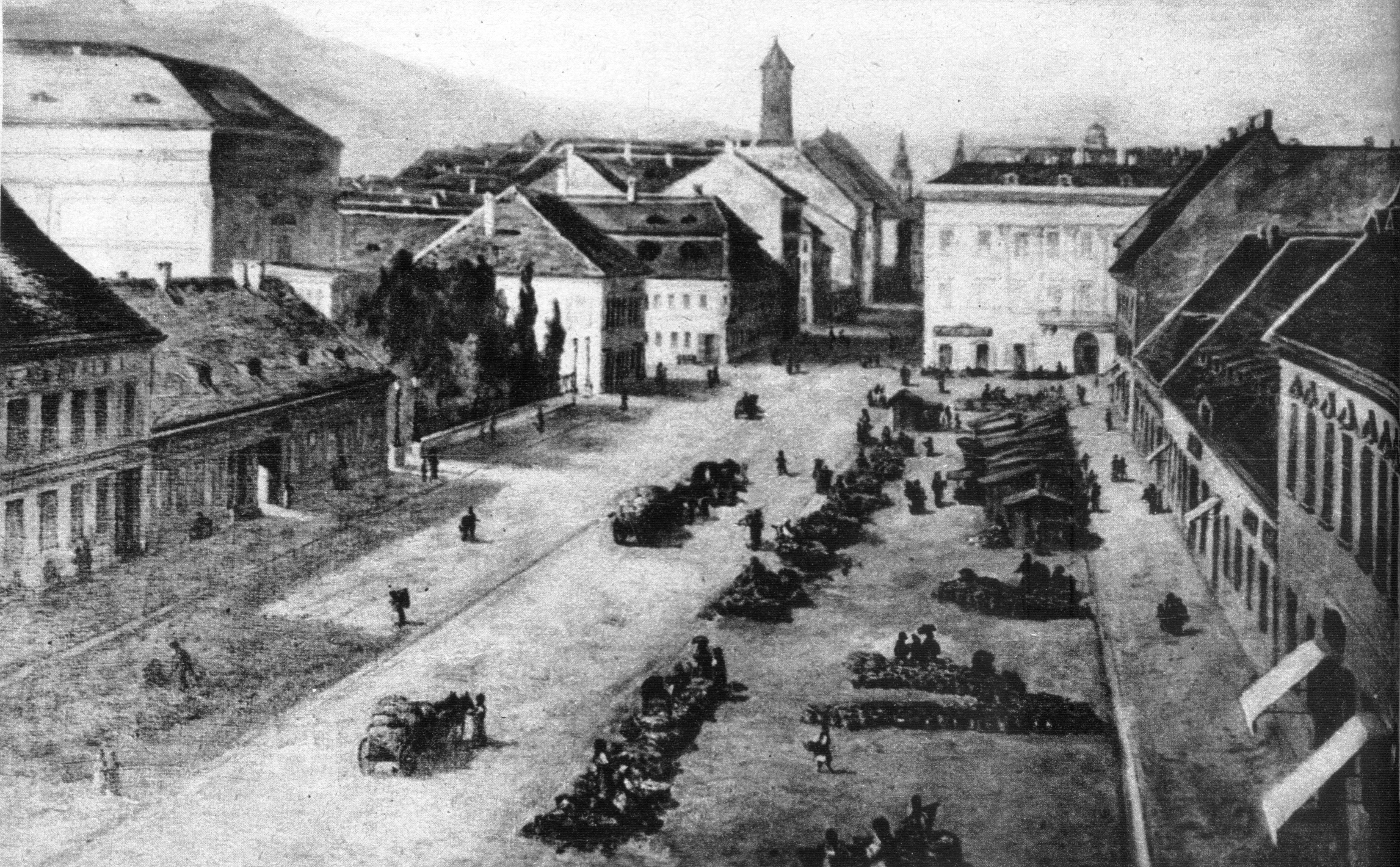
A Kerepesi, ma Rákóczi út középen a még szűk Hatvani, ma Kossuth Lajos utcával. Bal sarkán a régi Nemzeti Színházzal és a Zrínyi kávéházzal. Baloldalt felül az épülő Citadellával.

A mai Rákóczi út története a 17. századra, ha nem még a török időkre nyúlik vissza. Az egykor fallal körülvett Pestről kivezető útvonal a Hatvani kapu felé tartott. Az Andrássy úttal ellentétben természetes fejlődés során nyerte el funkcióját.
Valamikor a Hatvani út (a mai Kossuth Lajos utca) is a része volt. A 18. században még Hatvaner Strasse volt a neve. Aztán 1804-től Kerepescher Strasse-nak, majd 1874-től már magyarul Kerepesi útnak nevezték. A Rákóczi út nevet azután kapta, hogy 1906-ban II. Rákóczi Ferenc hazahozott hamvait ezen az úton kísérték a Szent István-bazilikától a Keleti pályaudvarig. Előtt az út e része „Belső Kerepesi út” volt.
A Rákóczi út első épületeinek egyike az 1711-ben épült Rókus-kápolna volt. A hozzá csatlakozó pesti közkórház, a „Rókus” ugyanezen század végén épült fel. Az 1840-es években látták el az utat kövezettel, ugyanakkor a világításáról is gondoskodtak: kandeláberekre gázlámpákat szereltek fel. 1868-ban ezen az úton is megindult a lóvasút, majd 1897-től a villamosvasút. 
A Rákóczi út és a Nagykörút a Blaha Lujza téren keresztezi egymást. Itt épült fel 1875-ben és állt 1964-ig a Népszínház (1908-tól a Nemzeti Színház használatában), korábban, a Múzeum körúti kereszteződésnél pedig, a még Pesti Magyar Színházként felépült épülete, 1913-ig.
Magyarországon az első közlekedési lámpát 1926-ban a Nagykörút és a Rákóczi út kereszteződésénél állították fel, a Corvin Áruház mellett. A bevásárlóutcává avanzsálódott főút mentén ekkoriban nyíltak az első nagyobb kiskereskedelmi egységek, amelyek a második világháborút követően, a 20. század második felében áruházzá bővülve élték a virágkorukat: Verseny, Csillag, Lottó, Otthon, Corvin és Úttörő néven.

## Közlekedés
A Rákóczi úton 1973-ig közlekedett többek között a 19-es, a 44-es, a 60-as, a 68-as és a 67-es villamos. Megszüntetésüket az M2-es metróvonal beindításával indokolták. A villamos felszámolása ma is urbanisztikai és közlekedéspolitikai viták tárgya.
A villamosjáratok szerepét 7-es busz mellett azóta több, sűrű követésű autóbusz viszonylat vette át, a jelentős közúti forgalom mellett fokozva a sugárút barátságtalan jellegét. Mindez a Ferenciek terének és a főváros kelet–nyugati tengelyének egyaránt komoly környezeti terhelést okoz. A pesti köznyelvben az Üllői úthoz és a Váci úthoz hasonlóan a Rákóczi úttal kapcsolatban is elterjedtté vált a „városi autópálya” kifejezés.
1979-ben a házak homlokzatát a teljes útvonalon felújították. Az út mai képe még többé-kevésbé ugyanazt a lehangoló látványt nyújtja.
Azóta sokféle terv és ötlet született a forgalmas főútvonal élhetőbbé tételéről, forgalmának csillapításáról és persze a villamosforgalom újraindításáról is.

## Az út filmekben, irodalomban
- Az út rendszeresen visszatérő helyszín Kondor Vilmos magyar író Bűnös Budapest-regényciklusának majd’ minden regényében, így Budapest noir és a Budapest novemberben című bűnügyi regényekben is.

## Képgaléria

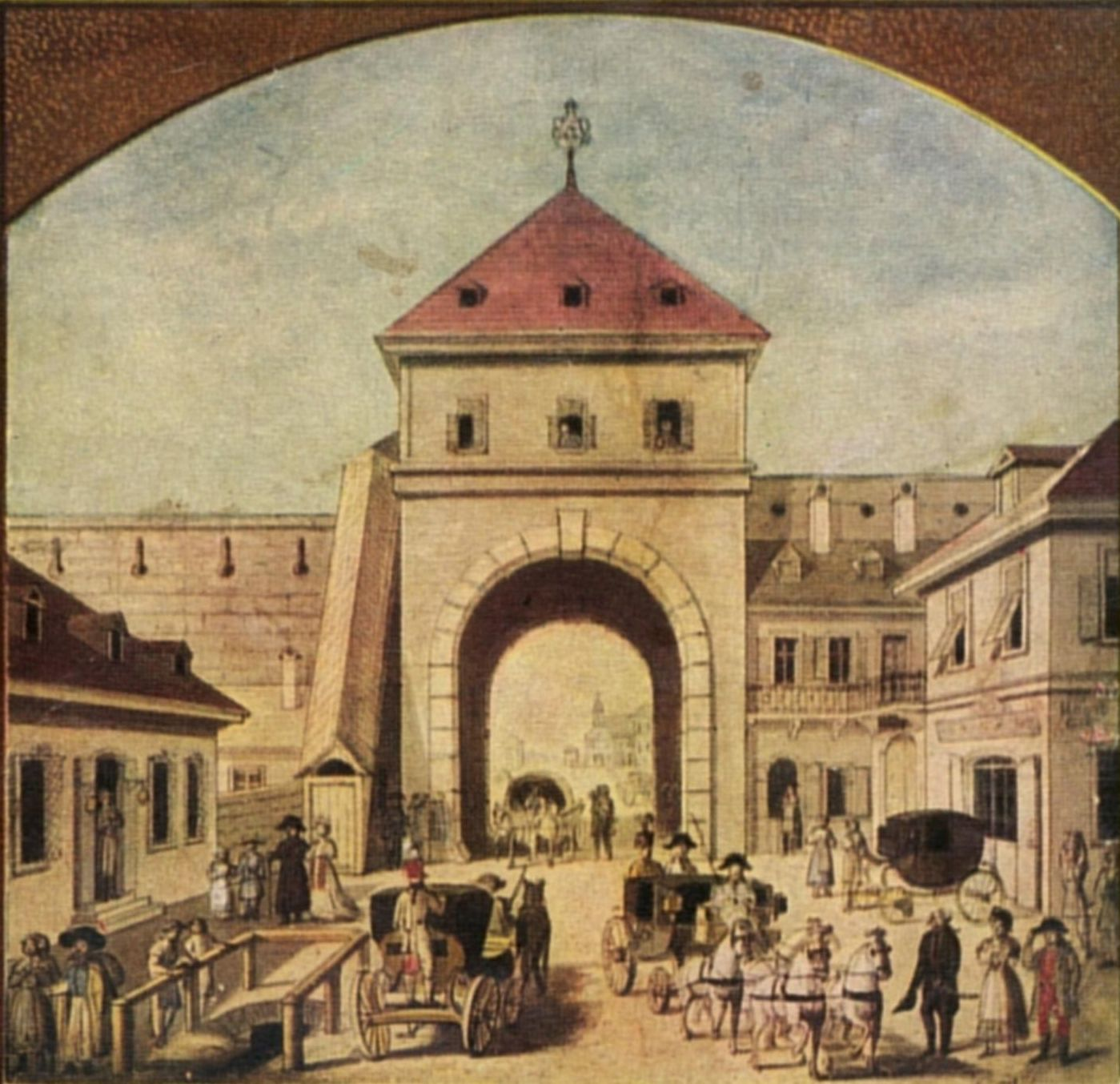
Hatvani kapu
A Rákóczi út a 19. század végén